# Nohemar Leal
Nohemar Leal (25 de abril de 1977) es una deportista venezolana que compitió en taekwondo.
Ganó dos medallas en los Juegos Panamericanos, oro en 1999 y bronce en 2007, y dos medallas en el Campeonato Panamericano de Taekwondo, oro en 1994 y plata en 1998.

## Palmarés internacional
| Juegos Panamericanos    | Juegos Panamericanos    | Juegos Panamericanos | Juegos Panamericanos |
| Año                     | Lugar                   | Medalla              | Categoría            |
| ----------------------- | ----------------------- | -------------------- | -------------------- |
| 1999                    | Winnipeg (Canadá)       | Medalla de oro       | –57 kg               |
| 2007                    | Río de Janeiro (Brasil) | Medalla de bronce    | –67 kg               |
| Campeonato Panamericano |                         |                      |                      |
| Año                     | Lugar                   | Medalla              | Categoría            |
| 1994                    | Heredia (Costa Rica)    | Medalla de oro       | –60 kg               |
| 1998                    | Lima (Perú)             | Medalla de plata     | –55 kg               |